# 429. pehotni polk (Wehrmacht)
429. pehotni polk (izvirno nemško Infanterie-Regiment 429) je bil eden izmed pehotnih polkov v sestavi redne nemške kopenske vojske med drugo svetovno vojno.

## Zgodovina
Polk je bil ustanovljen 1. decembra 1939 kot polk 7. vala na področju Görlitza z reorganizacijo  18., 30., 49. in 54. pehotnih nadomestnih bataljonov; polk je bil dodeljen 168. pehotni diviziji.
15. januarja 1940 je bil I. bataljon dodeljen 442. pehotnemu polku; nadomestil ga je 45. nadomestni bataljon.
4. novembra istega leta je bil novi I. bataljon odvzet in dodeljen 678. pehotnemu polku; enoto so prav tako nadomestili. 
15. oktobra 1942 je bil polk preimenovan v 429. grenadirski polk.